# バッグス・バニーのクリスマス
バッグス・バニーのクリスマス（Bugs Bunny's Looney Christmas Tales）とはアメリカのテレビアニメ、及びテレビスペシャル。
アメリカでは1979年11月27日にCBSで初めて放送された。日本ではカートゥーン ネットワークでクリスマスの時期に放送されることがある。過去に地方局でも放送していた。

## キャスト
- 吹き替え声優は現行吹き替え版のみ表記。

バッグス・バニー
声 - 山口勝平 英 - メル・ブランク
ポーキー・ピッグ
声 - 龍田直樹 英 - メル・ブランク
エルマー・ファッド
声 - チョー 英 - メル・ブランク
フォグホーン・レグホーン
声 - 玄田哲章 英 - メル・ブランク
シルベスター・キャット
声 - 江原正士 英 - メル・ブランク
トゥイーティー
声 - こおろぎさとみ 英 - メル・ブランク
ペペ・ル・ピュー
声 - 中村秀利 英 - メル・ブランク
ヨセミテ・サム
声 - 郷里大輔 英 - メル・ブランク
ワイリー・コヨーテ
声 - メル・ブランク
ロードランナー
声 - メル・ブランク（原語流用）
タズマニアン・デビル
声 - 麦人 英 - メル・ブランク
スピーディー・ゴンザレス
声 - 三ツ矢雄二 英 - メル・ブランク
サンタクロース
声 - チョー 英 - メル・ブランク
パイロット
声 - 玄田哲章 英 - メル・ブランク
クライド・バニー
声 - 山口勝平 英 - メル・ブランク
ミセス・クロース
声 - 島宗りつこ 英 - メル・ブランク
ナレーション
声 - 梅津秀行（日本語版のみ）

## 3本立ての短編作品
以下の3本の短編作品が放送される。
| 邦題                  | 原題                         |
| --------------------- | ---------------------------- |
| クリスマス・キャロル  | Bugs Bunny's Christmas Carol |
| 雪嫌いロードランナー  | Freeze Frame                 |
| 恐怖のサンタズロース? | The Fright Before Christmas  |

## 日本語版スタッフ
カートゥーンネットワーク版
- 翻訳：ジョーゲンセン由美子
- 演出：佐々木由香
- 録音／調整：吉本晋
- 制作進行：丸山晋
- プロデューサー：末次信二
- 制作 - カートゥーンネットワーク、東北新社